# Mycterophora slossinae
Mycterophora slossinae là một loài bướm đêm trong họ Erebidae.